# Palais de Khudáyár Khan
 (décembre 2023).
Le palais de Khudayar Khan, connu sous le nom de Perle de Kokand, était le palais du dernier souverain du Khanat de Kokand, Khudayar Khan. Il s'agit de la principale attraction touristique visitée dans la vallée de Ferghana en Ouzbékistan.

## Histoire
Le Palais de Khudayar Khan, également connu sous le nom de Kokand Urda, a été construit au début des années 1870. Il était le dernier d'une série de sept palais, chacun plus grand que le précédent, et il était destiné à refléter la puissance du khan. L'architecte était Mir Ubaydullo, et on dit que le palais a été construit par 80 maîtres artisans et 16 000 ouvriers enrôlés de force. Le diplomate américain Eugene Schuyler a décrit le palais comme étant « bien plus grand et plus magnifique que tout autre en Asie centrale... scintillant de toutes les couleurs vives de ses carreaux frais, bleus, jaunes et verts  ».
Pendant la Conquête russe de l'Asie centrale, les troupes tsaristes ont saisi et annexé le Khanat de Kokand, en en faisant un État vassal. Khudayar Khan a d'abord adopté une position pro-russe, mais il a été contraint à l'exil, laissant son palais derrière lui. La propriété a été pillée.
Pendant la Révolution bolchévique, Kokand a connu un gouvernement provisoire anti-bolchévique de 1917 à 1918. Lorsque les bolchéviks ont finalement pris le contrôle de la ville en 1918, ils ont démoli la majeure partie du palais, y compris tout le harem, ne laissant que 19 pièces d'origine sur près de 120.
En 1938, sous la direction de l'architecte Obid Zayniddinov, un projet de rénovation a été réalisé au Palais de Khudayar Khan ; l'architecte Kadirjon Haydarov, le sculpteur S. Norkoziyev et d'autres artisans ont participé aux travaux de réparation. À la suite des recherches menées en 1974 (architectes N. Akromkhojayev, E. Nurullayev, etc.), l'état original du palais a été déterminé. En 1924, une exposition des réalisations agricoles a été ouverte dans le Palais de Khudoyorkhan. Depuis 1925, le Musée d'histoire locale de la ville de Kokhan est installé dans le palais.

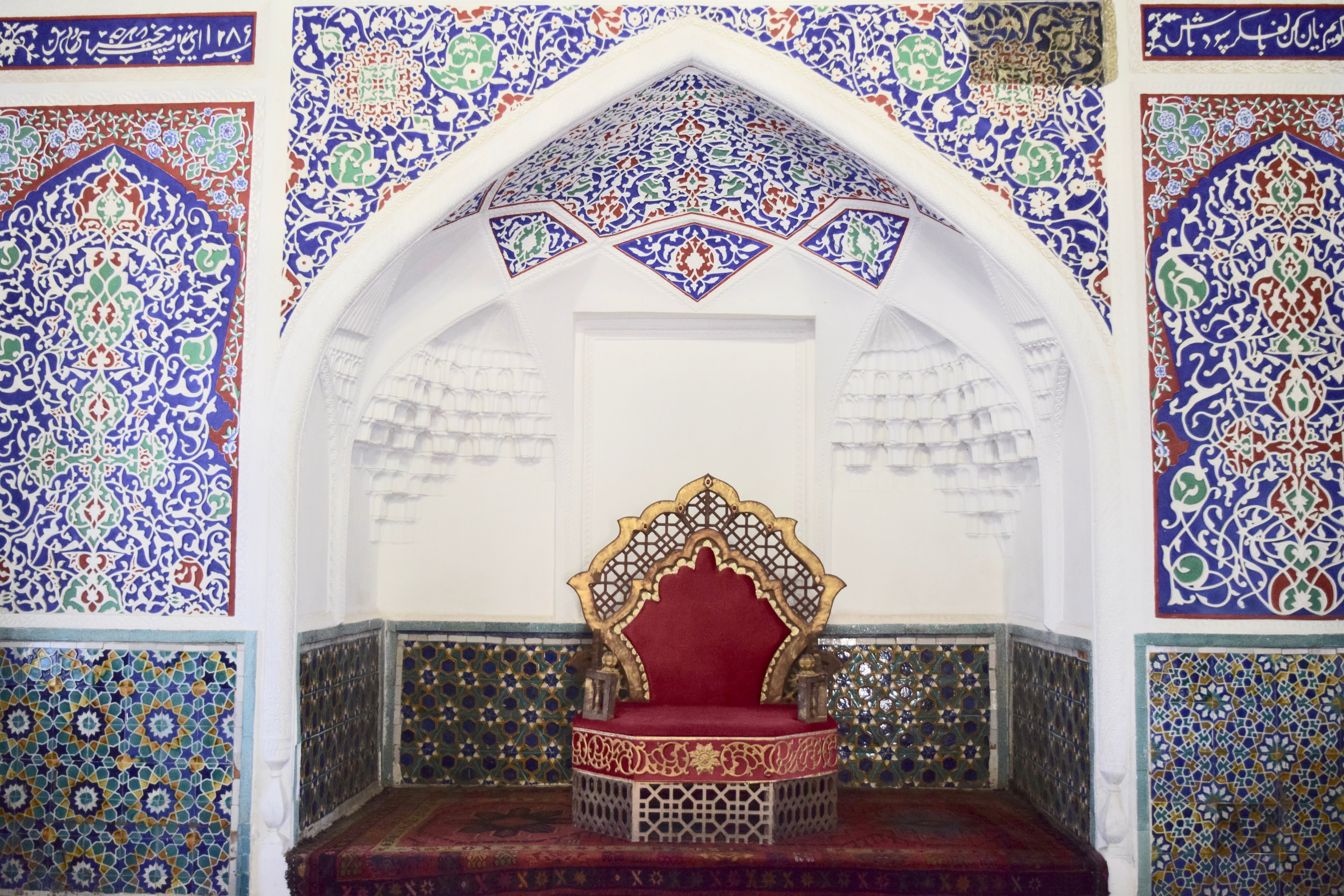
Réplique du trône du palais Khudayar Khan

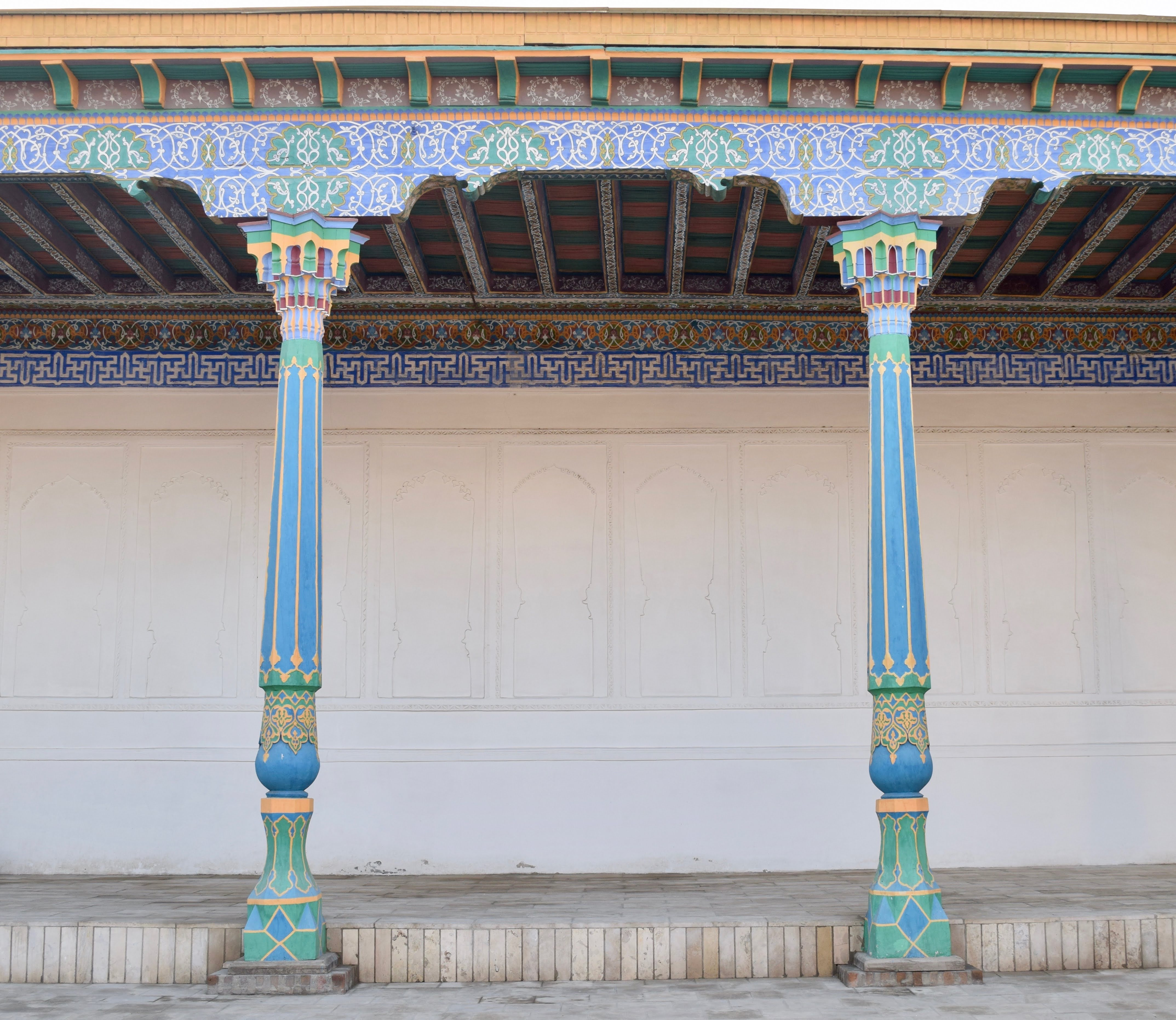
Palais Khudayar Khan

## Description
Le palais est situé au milieu de jardins aménagés dans le centre de Kokand. Le site total s'étend sur quatre hectares, et le bâtiment d'origine mesurait 138 mètres de long sur 68 mètres de large. L'entrée principale se trouve à 5 mètres au-dessus du niveau du sol et est accessible par une rampe.
L'ensemble de la façade est richement carrelé, avec un mélange de motifs géométriques et d'inscriptions. Au-dessus de la porte d'entrée, une inscription en arabe indique « Palais élevé de Seid Muhammad Khudayar Khan ». L'utilisation du jaune et du vert dans la palette de couleurs rend ce bâtiment distinctif (et le date plus tard) par rapport aux monuments principalement bleus et turquoise que l'on trouve ailleurs en Ouzbékistan.
À l'origine, le palais comptait sept cours et 114 (ou, selon certains récits, 119) pièces. Parmi ces espaces d'origine, cinq cours et dix-neuf pièces ont survécu. De nombreux intérieurs ont été restaurés, et l'on trouve notamment de magnifiques exemples de sculpture sur bois, de plafonds lambrissés et peints, ainsi que de peintures murales. La salle du trône restaurée dispose d'une réplique du trône sur lequel les visiteurs peuvent s'asseoir. Le trône original de Khudayar Khan se trouve maintenant au Musée de l'Ermitage à Saint-Pétersbourg, en Russie.

## Construction
Le palais a été construit par seize mille travailleurs enrôlés de force ou réduits en esclavage, utilisant mille charrettes pour transporter les matériaux nécessaires. Les quatre-vingts maîtres constructeurs ont conçu et érigé une structure ornée, aux couleurs variées et aux riches ornements, avec des motifs géométriques, des arabesques et des motifs floraux, le tout réalisé à partir de carreaux de céramique et inspiré des contes de l'Orient.

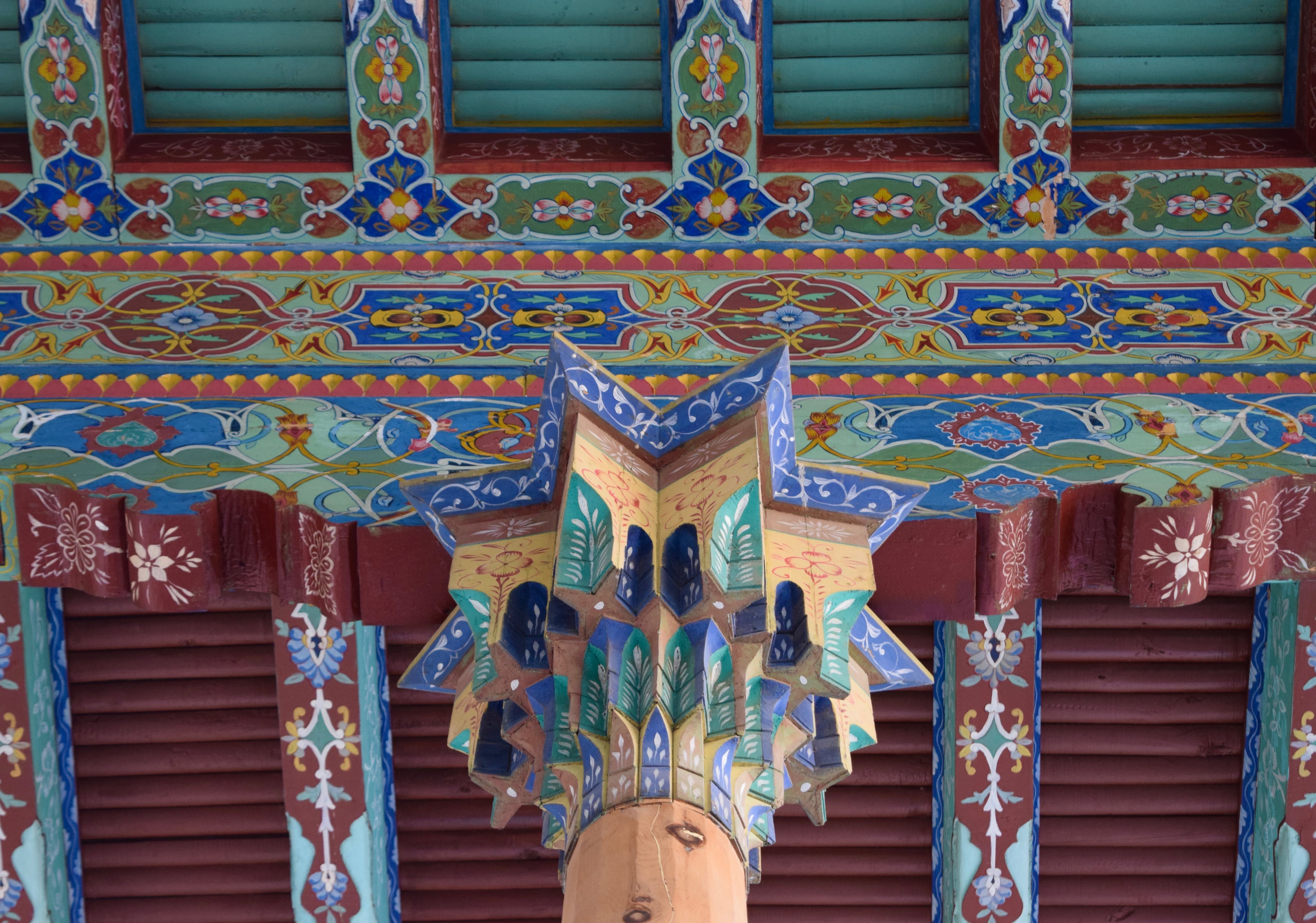
Plafond du palais de Khudayar Khan

## Reconstruction
En 2009, les travaux de restauration ont commencé dans le palais. La restauration du côté droit de la façade du bâtiment principal a été terminée. Des sculpteurs sur bois ont recréé plusieurs nouvelles portes et huit colonnes. L'infrastructure du musée a été améliorée.
En 2011, sur la base de la décision du premier président de la République d'Ouzbékistan « Mesures visant à améliorer radicalement l'image architecturale de la ville et l'infrastructure de la ville », la deuxième restauration du palais a été entreprise. Des clôtures métalliques avec des motifs nationaux ont été installées autour du palais, la partie nord-ouest du palais a été démolie et le musée d'histoire locale a été réaménagé.

## Utilisation actuelle
Aujourd'hui, le palais est un monument national et un musée. Il est ouvert au public et des visites guidées sont disponibles. Le palais sert également de lieu pour de nombreux festivals et événements de Kokand, y compris le Festival international biennal des artisans.